# Вармердам, Джанго
Джанго Вармердам (нидерл. Django Warmerdam; родился 2 сентября 1995 года, Ворхаут, Нидерланды) — нидерландский футболист, защитник клуба «Эксельсиор».

## Клубная карьера
Вармердам — воспитанник клубов «Форехолте» и «Аякс». В 2014 году для получения игровой практики Джанго начал выступать за дублирующий состав. 24 ноября в матче против клуба НЕК он дебютировал в Эрстедивизи. Летом 2016 года Вармердам был арендован ПЕК Зволле. 24 сентября в матче против «Аякса» он дебютировал в Эредивизи. 21 октября в поединке против «Эксельсиора» Джанго забил свой первый гол за «Зволле».
Летом 2017 года Вармердам перешёл в «Гронинген». 13 августа в матче против «Херенвена» он дебютировал за новый клуб. 27 августа в поединке против «Утрехта» Джанго забил свой первый гол за «Гронинген».
В мае 2023 года подписал двухлетний контракт с роттердамской «Спартой».
23 июля 2024 года перешёл в роттердамский «Эксельсиор», подписав двухлетний контракт.